# Heart On
Heart On is het derde studioalbum van de band Eagles of Death Metal.

## Tracklist
| Nr. | Titel                                            | Duur |
| --- | ------------------------------------------------ | ---- |
| 1   | Anything 'Cept The Truth                         | 4:34 |
| 2   | Wannabe In L.A.                                  | 2:15 |
| 3   | (I Used To Couldn't Dance) Tight Pants           | 3:35 |
| 4   | High Voltage                                     | 2:43 |
| 5   | Secret Plans                                     | 2:22 |
| 6   | Now I'm A Fool                                   | 3:41 |
| 7   | Heart On                                         | 2:43 |
| 8   | Cheap Thrills                                    | 3:42 |
| 9   | How Can A Man With So Many Friends Feel So Alone | 3:02 |
| 10  | Solo Flights                                     | 3:25 |
| 11  | Prissy Prancin'                                  | 3:40 |
| 12  | I'm Your Torpedo                                 | 5:12 |
| 13  | As Nice As I Can Be (bonus)                      | 3:45 |
| 14  | Fairy Tale In Real Time (bonus)                  | 3:03 |

## Personeel
- Drum, basgitaar, achtergrondzang, gitaar, percussie, piano: Baby Duck
- Engineering (opnames): Alain Johannes, Josh Homme, Justin Smith, Pete Martinez
- Management: Dangerbird Management
- Mastering: Brian Gardner
- Producer, opname, mix, engineering: Joshua Homme
- Zang, gitaar, percussie: Boots Electric
- Muziek en tekst: Jesse Hughes en Joshua Homme